# Porcellana di Vinovo

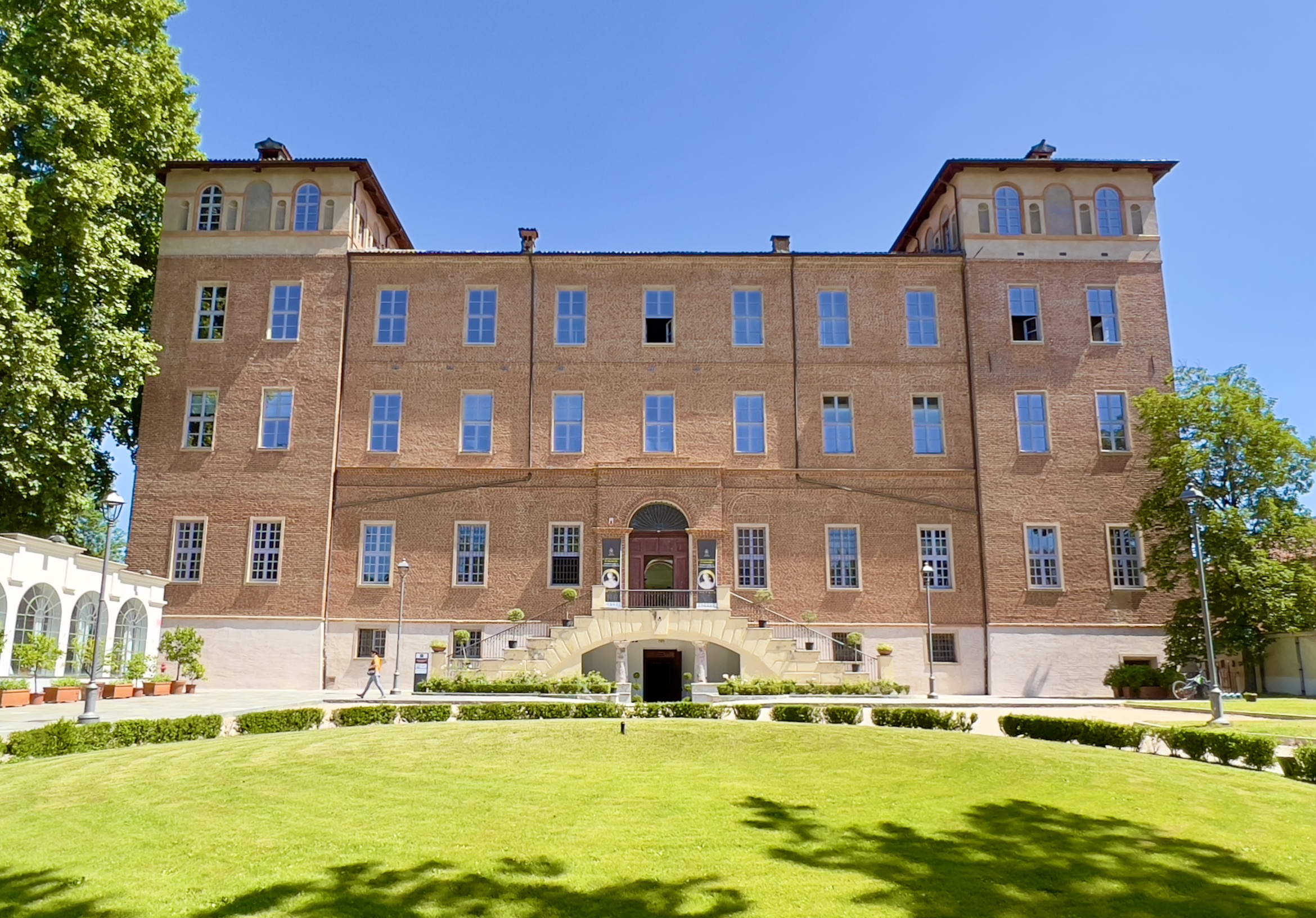
Il castello di Vinovo

La porcellana di Vinovo è una porcellana a pasta dura prodotta fra il 1776 e il 1825 nella manifattura di Vinovo, in Piemonte.

## Hannong
La Regia Fabbrica delle Porcellane (o Manifacture Royale de Porcelaine, com'era scritto sull'insegna) fu fondata da due soci: il piemontese Brodel, già socio della fabbrica di Vische di cui deteneva il privilegio, e l'arcanista alsaziano Pierre Antoine Hannong.
La società ricevette il privilegio per la fabbrica della porcellana dal re Vittorio Amedeo III, che concesse anche l'uso degli spazi del castello di Vinovo.
Fra il 1778 e il 1779 la produzione andò a regime, ma intanto la società era fallita per i debiti contratti nei primi anni.
Il capolavoro del periodo è la Visione di Sant'Uberto del modellatore Carlo Camillo Tamietti, oggi conservata al Museo Civico di Arte Antica di Torino. Altre opere celebri dell'artista sono l'Allegoria sabauda e la replica della serie degli Enfants Boucher di Sèvres.

## Gioanetti
Con nuove regie patenti nel 1790 la manifattura fu affidata al medico Vittorio Amedeo Gioanetti, che funse egli stesso da arcanista.
Nel 1796 Tamietti si ritirò e diventò modellatore Giovanni Antonio Lomello, che introdusse il Neoclassicismo a Vinovo, concentrandosi sulle statuine in biscuit, in particolare sui busti di personaggi antichi.
Nel 1805, nonostante l'annessione del Piemonte all'Impero Francese, la manifattura fu autorizzata a continuare la propria attività.

## Lomello
Nel 1815 Gioanetti morì e Lomello prese le redini dell'azienda e sposò la vedova di Gioanetti.
Sotto la sua gestione il vasellame divenne sempre più scadente e nel 1818 la produzione cessò. Dopo alcuni infrutturosi tentativi di riavvio, nel 1825 la manifattura chiuse definitivamente.

## Impasto e marca
L'impasto della porcellana di Vinovo si caratterizzava, come già quello di Vische, per l'utilizzo della magnesite al posto del caolino nella mescola dell'impasto, accanto al quarzo ed al feldspato. Si trattava comunque di porcellana a pasta dura.
La marca della manifattura di Vinovo era una V sormontata da una crocetta.